# Morrill (Nebraska)
Morrill é uma vila localizada no estado americano de Nebraska, no Condado de Scotts Bluff.

## Demografia
Segundo o censo americano de 2000, a sua população era de 957 habitantes.
Em 2006, foi estimada uma população de 938, um decréscimo de 19 (-2.0%).

## Geografia
De acordo com o United States Census Bureau, a localidade tem uma área de 1,5 km², sem área coberta por água. Morrill localiza-se a aproximadamente 1222 m acima do nível do mar.

## Localidades na vizinhança
O diagrama seguinte representa as localidades num raio de 28 km ao redor de Morrill.